# Hartreejeva energija
Hartreejeva energija (oznaka Wh) je fizikalna konstanta izražena v atomski enoti energije, imenovana po angleškem matematiku in fiziku Douglasu Raynerju Hartreeju.
Vrednost konstante je enaka dvojni absolutni vrednosti vezavne energije elektrona v osnovnem stanju vodikovega atoma |W1| ali ionizacijski energiji.
{\displaystyle W_{\rm {h}}={\frac {\hbar ^{2}}{m_{\rm {e}}r_{\rm {B}}^{2}}}\!\,}
= 4,359 743 81(34)×10−18 J = 27,214 4 eV
kjer je:
- {\displaystyle \hbar \ } Diracova konstanta,
- {\displaystyle m_{\rm {e}}\ } mirovna masa elektrona in
- {\displaystyle r_{\rm {B}}\ } Bohrov polmer.